# Danuta Bartoszek
Danuta Bartoszek (* 19. August 1961 in Pyrzyce) ist eine ehemalige kanadische Marathonläuferin polnischer Herkunft.
Dreimal gewann sie den Toronto-Halbmarathon (1995, 1997, 1999). 1993 wurde sie Dritte beim River Bank Run, 1998 gewann sie das Around the Bay Road Race.
1992 wurde sie Zweite beim Toronto Marathon. Im Jahr darauf wurde sie Fünfte beim Houston-Marathon, erreichte aber bei den Weltmeisterschaften in Stuttgart nicht das Ziel.
1994 wurde sie erneut Zweite in Toronto und 1995 Dritte beim Chicago-Marathon. 1996 kam sie bei den Olympischen Spielen in Atlanta auf den 32. Platz und wurde erneut Dritte in Chicago. Bei den Weltmeisterschaften 1997 in Athen lief sie auf Rang 49 ein.
2000 siegte sie beim Niagara-Falls-Marathon. 2001 wurde sie als Gesamtsiegerin beim Ottawa-Marathon nationale Meisterin und belegte bei den Weltmeisterschaften in Edmonton den 43. Platz.

## Persönliche Bestzeiten
- 10.000 m: 33:48,25 min, 19. Juni 1992, Montreal
- Halbmarathon: 1:12:27 h, 24. September 1995, Toronto (ehemaliger kanadischer Rekord)
- 25-km-Straßenlauf: 1:28:32 h, 8. Mai 1993, Grand Rapids (kanadischer Rekord)
- Marathon: 2:31:46 h, 15. Oktober 1995, Chicago